# Kakunodate
Die Stadt Kakunodate (japanisch 角館町 Kakunodatemachi) war bis 2005 eine Stadt (-machi) im Landkreis (-gun) Senboku der japanischen Präfektur (-ken) Akita. Nach der Gründung der kreisfreien Stadt (-shi) Senboku 2005 bleibt die Ortsbezeichnung in Gebrauch, den Namen der vorherigen Ortsteile wurde in der neuen Gemeinde Kakunodatemachi als Präfix vorangestellt.

## Geographie
Der Ortskern von Kakunodate (die ursprüngliche Stadt Kakunodate vor 1955) liegt im Yokote-Becken (Yokote-bonchi) an der Mündung des Hinokinaigawa in den Tamagawa. Mit der Fusion von 1955 reichte das Stadtgebiet im Osten bis an die Präfekturgrenze zu Iwate im Ōu-Gebirge und im Westen bis ans Dewa-Gebirge.

## Geschichte
Eine Siedlung an diesem Ort ist im Kreis Senboku (in der Antike ursprünglich: Yamamoto) der Provinz Dewa seit der Antike überliefert. Im Zuge der Kriege des 16. Jahrhunderts entstand die Burg Kakunodate, die aber nach der Reichseinigung gemäß dem ikkoku-ichijō-Erlass („Eine Provinz, eine Burg“) 1620 wieder geschleift wurde; die Burgruine und erhaltene Samurai-Anwesen sind heute Touristenattraktionen. Zum Ende der frühen Neuzeit gehörte Kakunodate wie nahezu der gesamte Kreis zum Fürstentum (-han) Kubota/Akita und blieb damit in der Meiji-Restauration Teil der Nachfolgepräfektur. Die moderne Stadt Kakunodate entstand 1889 bei der Modernisierung der Gemeinden in allen Präfekturen. In der großen Shōwa-Gebietsreform nach dem Zweiten Weltkrieg wurde die alte Stadt Kakunodate 1955 mit den Dörfern (-mura) Nakagawa, Kumosawa und Shiraiwa zu einer neuen Stadt Kakunodate fusioniert. Diese bestand ohne weitere Neuordnung bis zur Großen Heisei-Gebietsreform des 3. Jahrtausends, als sie 2005 mit der Stadt Tazawa-See (田沢湖町 Tazawakomachi) und dem Dorf Nishiki (西木村 Nishikimura) zur Senboku-shi fusionierte, die nun gut die Nordhälfte des ursprünglichen Senboku-gun einnimmt.

## Angrenzende Gemeinden
Angrenzende Gemeinden waren zuletzt (von März 2005 bis zur Auflösung im September) im Süden und Westen die kreisfreie Stadt Daisen, in der rund ein halbes Jahr vor der Gründung der Stadt Senboku der Großteil der Südhälfte des Kreises Senboku zusammengefasst worden war, im Norden die später fusionierten Gemeinden Tazawako und Nishiki sowie jenseits der Präfekturgrenze in Iwate das Dorf Sawauchi im Kreis Waga (zwei Monate später in die Stadt Nishi-Waga fusioniert).

## Verkehr
Der Bahnhof Kakunodate wird von der JR Higashi-Nihon (engl. „JR East“) mit der Akita-Shinkansen und der Tazawako-sen sowie von der hier endenden Akita nairiku jukan tetsudō (dt. etwa „Akita-Binnen-Transversal-Eisenbahn“) genutzt. Die Nationalstraßen 46 in Ost-West-Richtung (Stadt Akita, Morioka) und 105 in Nord-Süd-Richtung (Kita-Akita, Daisen) kreuzen sich bei der alten Stadt Kakunodate, vorher nur abschnittsweise eigenständig geführt zweigt von ersterer nach Nordosten in Richtung Kazuno die Nationalstraße 341 ab.